# Butralin
Butralin ist ein Racemat aus der Gruppe der Dinitroanilin-Derivate, welches als Vorauflaufherbizid verwendet wird. Es wurde 1973 von Amchem auf den Markt gebracht.

## Gewinnung und Darstellung
Butralin kann durch Chlorierung von tert.-Butylbenzol sowie anschließender Reaktion mit Salpetersäure und sec-Butylamin gewonnen werden.

## Stereochemie
Allgemein betrachtet bilden chemische Verbindungen mit mindestens einem Stereozentrum bis zu 2n Stereoisomere. Dabei ist n die Anzahl der Stereozentren. Demnach gibt es bei Butralin zwei Stereoisomere, die auch experimentell bestätigt sind:
| Enantiomere von Butralin | Enantiomere von Butralin |
| ------------------------ | ------------------------ |
| CAS-Nummer: 61709-90-8   | CAS-Nummer: 61709-89-5   |

## Verwendung
Butralin gehört wie das verwandte Nitralin zu den Mikrotubuli-Hemmern.

## Zulassung
In der Schweiz, Deutschland und Österreich ist kein Pflanzenschutzmittel zugelassen, das Butralin enthält. In der Europäischen Union wurde 2008 entschieden, den Wirkstoff wegen seiner schädlichen Wirkung auf die Gesundheit nicht in die Liste der zulässigen Wirkstoffe aufzunehmen. Ein Handelsname für den Einsatz im technischen Bereich und als Pflanzenschutzmittel in den USA ist Amex 820.